# Jota Sport
Jota Sport es un equipo de automovilismo británico fundado en 2000 por Sam Hignett y John Stack, con sede en Tunbridge Wells, Kent, Inglaterra. Jota ha competido en distintas categorías de automovilismo de velocidad y resistencia, resultando ganador en las 24 Horas de Le Mans en la categoría LMP2 en tres ocasiones, en 2014, 2017 y 2022; y logrando el título mundial del Campeonato Mundial de Resistencia en la clase LMP2 en 2022 y en la categoría Hypercar por equipos en 2023 y 2024.

## Historia

### Inicios
Fundado en el año 2000 por Sam Hignett, entonces estudiante universitario de ingeniería de materiales, y el piloto de carreras John Stack, Jota Sports comenzó su trayectoria con un Honda Integra, diseñado específicamente para carreras de resistencia, con el cual el equipo participó en las 24 Horas de Nürburgring y las 24 Horas de Spa.

### Zytek
En 2002, adquirieron un Pilbeam para competir en el Campeonato de Autos Deportivos clase SR2, logrando quedar segundos y terceros al siguiente año. En 2004, el equipo compitió en Le Mans Endurance Series con el primer coche del fabricante Zytek, un Zytek 04S pilotado por Gianni Collini con el cual terminaron sextos en el campeonato.Compitieron  nuevamente en 2005, logrando otro sexto puesto. Participaron por primera vez en las 24 horas de Le Mans, donde no terminaron debido a un accidente en la pista. Afianzando su relación con Zytek, en 2006 Jota Sport se convirtió en su equipo oficial de la marca, compitiendo en Le Mans Series y en las dos últimas rondas de las American Le Mans Series, que incluía Mazda Raceway Laguna Seca y Petit Le Mans, donde lograron un segundo puesto.
En 2007, el equipo corrió con un Lola-Judd LMP1 para Charouz Racing Systems, lo que supuso la primera incursión de Charouz en las carreras de resistencia. El equipo acabó quinto en la serie con los pilotos Jan Charouz y Stefan Mücke, y quinto en su clase, octavo en las 24 horas de Le Mans con la incorporación de Alex Yoong al equipo. Además, Jota volvió a competir en las dos últimas rondas de la American Le Mans Series para Zytek, acabando cuarto en el campeonato y tercero en la clase LMP2 en Petit Le Mans. En 2008, se asociaron con Simon Dolan y Sam Hancock, y el equipo compitió en la Porsche Carrera Cup GB. Hancock condujo para el equipo junto con Phil Quaife y entre los dos lograron cinco pole positions y tres victorias en carreras, lo que les valió un segundo puesto en el campeonato. Durante los próximos dos años, continúan compitendo en la American Le Mans Series y otras series GT.

### Aston Martin y Nissan
En 2010, el equipo se convirtió en socio oficial de Aston Martin Racing, compitiendo con un Aston Martin GT4 en las 24 Horas de Spa, logrando el primer puesto en su clase y en las 24 horas Britcar de Silverstone, donde terminaron quintos. En 2011, el equipo regresó a las Le Mans Series en la categoría GTE Pro, con el V8 Vantage GT2. Al año siguiente vuelven con un Zytek Z11SN propulsado por Nissan compitiendo en las 6 Horas de Spa-Francorchamps y en las 24 Horas de Le Mans del Campeonato Mundial de Resistencia de la FIA. El equipo logró una victoria en su categoría en Spa, pero no logró terminar las 24 horas de Le Mans tras retirarse casi 20 horas después.Participan también ese año en el Campeonato Británico de GT en 2012 con un Mazda MX-5 GT4, terminando sextos en la general con un tercer puesto como mejor resultado en su categoría en Brands Hatch. 

### Primera victoria en las 24 Horas de Le Mans

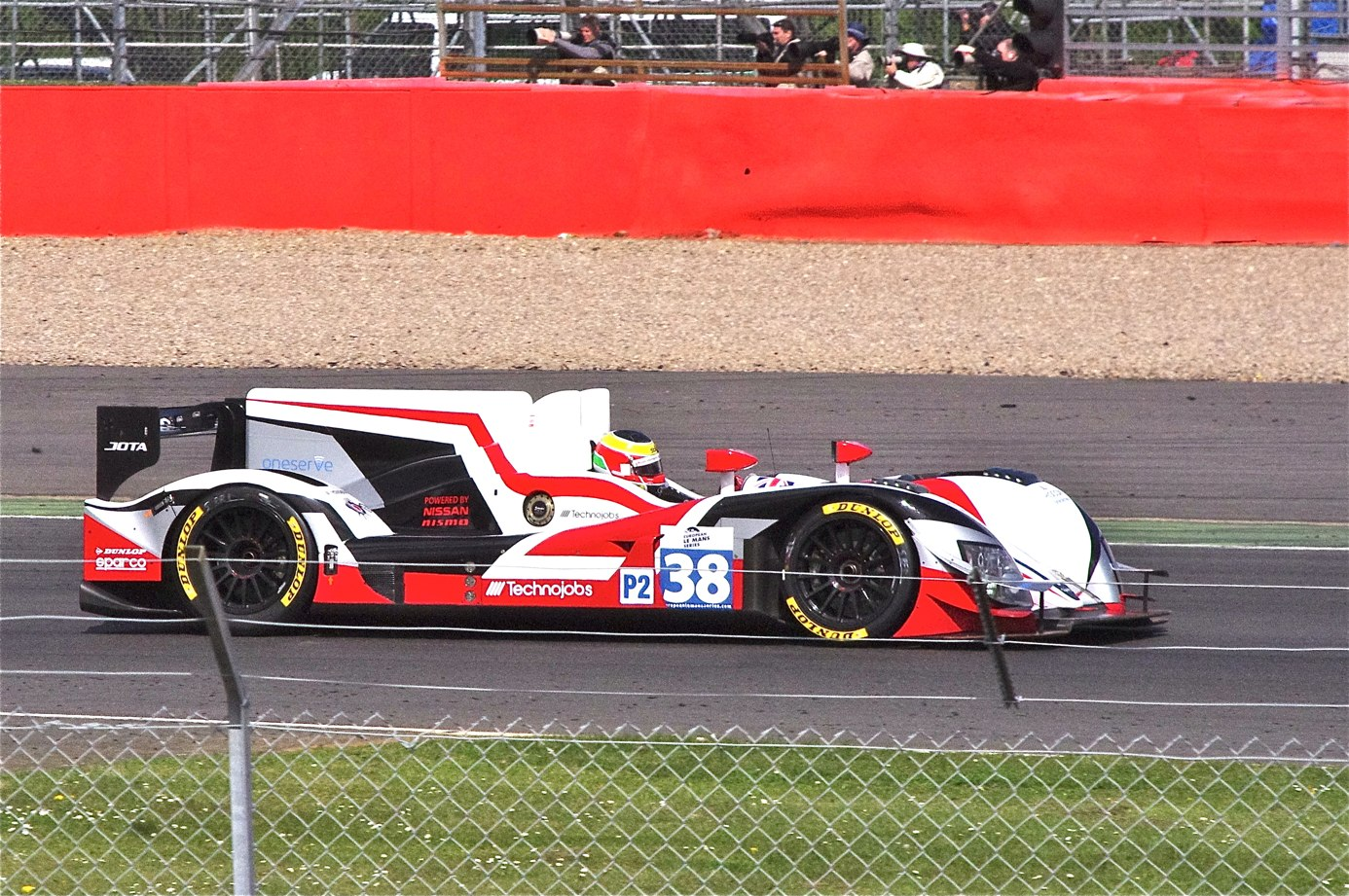
El Zytek Z11SN #38 en la European Le Mans Series de 2014

En 2014, gracias a un excelente trío de pilotos formado por Simon Dolan, Oliver Turvey y Harry Tincknell, el equipo ganó por primera vez las 24 Horas de Le Mans en la categoría LMP2, terminando con un quinto puesto en la clasificación general. Se consagraron también en Le Mans Series con un primer, segundo y tercer puesto que les aseguró el segundo puesto en su categoría en el campeonato.Para la temporada 2015, el coche Zytek se sustituye por el nuevo prototipo Gibson 015S LMP2, nuevamente propulsado por Nissan, y Tincknell es sustituido por Mitch Evans. Jota compite así en Le Mans Series, terminando terceros en el campeonato, mientras que en el WEC logran una nueva victoria en las 6 Horas de Spa-Francorchamps y el segundo puesto en las 24 Horas de Le Mans.

### Gazprom y campeonato de Le Mans Series

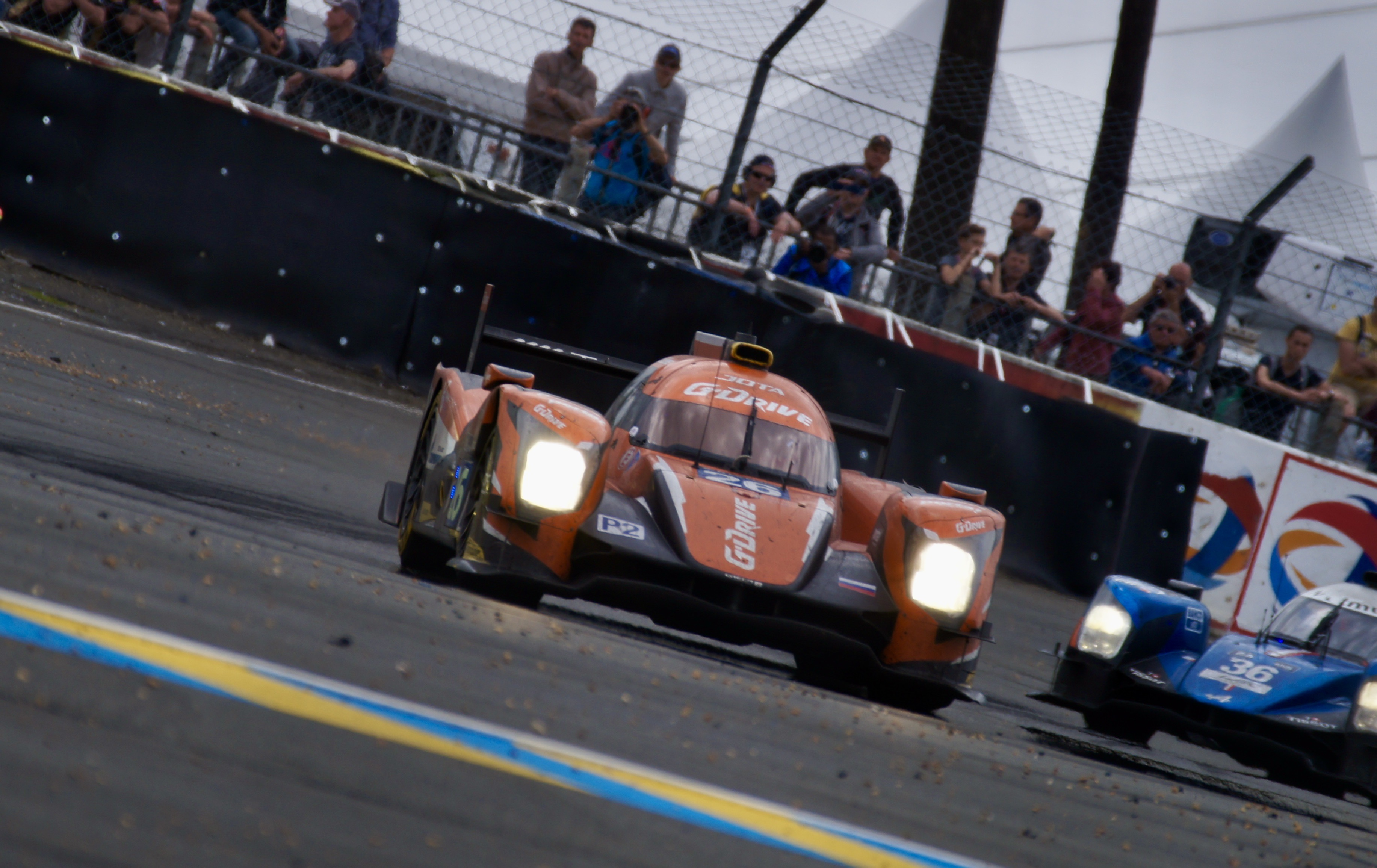
El Oreca 05 en las 24 Horas de Le Mans de 2016

A principios de la temporada 2016, Jota Sport anunció un acuerdo de patrocinio con la empresa energética rusa Gazprom, cambiando el nombre del equipo a G-Drive Racing.Compiten en Le Mans Series con un Gibson 015S, pilotado por Dolan, Tincknell y Giedo van der Garde. Con dos victorias en Silverstone y Estoril y tras enfrentar al Oreca 05 de Thiriet by TDS Racing durante todo el campeonato, se erigen por primera vez con el título de campeones LMP2 por pilotos y equipos. En el WEC utilizan un Oreca 05, pilotado por Román Rúsinov, Will Stevens y René Rast. Para las 24 Horas de Le Mans, el equipo participa con sus dos coches, alcanzando el segundo puesto en su categoría con el Oreca 05.

### Jackie Chan DC Racing
En 2017, Jota Sport colabora con el equipo chino Jackie Chan DC Racing para participar con dos Oreca 07 en el WEC. El coche N° 37 fue conducido por el fundador de Jackie Chan DC Racing, David Cheng, Alex Brundle y Tristan Gommendy, mientras que el N° 38 fue conducido por Ho-Pin Tung, Oliver Jarvis y Thomas Laurent, resultando este último ganador de las 24 Horas de Le Mans en la categoría LMP2 seguido del N° 37 en segundo puesto.
Al año siguiente, nuevamente con dos Oreca 07, el equipo participa en el WEC, con el auto 37 conducido por David Heinemeier Hansson, Will Stevens y Jordan King; y el 38 conducido por Tung, Stéphane Richelmi y Gabriel Aubry. La temporada cubrió 13 meses para trasladar el campeonato a un calendario de invierno con el auto 38 terminando segundo en el campeonato y el auto 37 en tercer lugar. El auto 37 ocupó el octavo lugar en la general en las 24 horas de Le Mans 2018, pero no pudo terminar en el evento de 2019 debido a un problema con la caja de cambios. El auto 38 obtuvo el décimo lugar en Le Mans en 2018 y el séptimo en la general y segundo en su categoría en 2019.
Jota volvió a competir en un segundo calendario de invierno del WEC que abarca 15 meses, pero la interrupción por la pandemia de COVID-19 significó que no hubo carreras entre febrero y agosto de 2020. Para esta temporada, Jackie Chan DC Racing redujo su participación a un solo coche, el Oreca 07 N° 37, pilotado por Tung, Stevens y Aubry. El coche 38, exclusivo de Jota, estuvo en las manos de Anthony Davidson, António Félix da Costa y Roberto González. En las 24 Horas de Le Mans de 2020, el coche 38 terminó segundo en su clase, sexto en la general, mientras que el coche 37 no logró terminar. Igualaron su resultado de la anterior temporada, con el coche 38 finalizando en segundo puesto seguido del coche 37 en el campeonato, con una victoria en Shanghái y Baréin respectivamente.Jackie Chan DC Racing abandonó la categoría al final de la temporada debido a problemas personales y financieros.

### Tercera victoria en Le Mans y campeonato del WEC LMP2
La temporada 2021 del WEC regresó a un calendario de verano y Jota corrió con dos Oreca 07 LMP2 pero con un cambio de número para el auto 37 al número 28 y un nuevo trío de pilotos: Tom Blomqvist, Sean Gelael y Stoffel Vandoorne. Davidson, Da Costa y González continúan al volante del auto 38.El coche 28 terminó segundo en su clase y octavo en la general en las 24 Horas de Le Mans, mientras que el coche 38 quedó octavo en su clase y decimotercero en la general. Con 5 podios en 6 carreras, el coche 28 obtuvo el segundo puesto en el campeonato, seguido del coche 38 en tercer puesto con cuatro podios, incluida una victoria en Portimão.
Para la temporada 2022, Davidson es reemplazado por Stevens, a bordo del coche 38 junto con Da Costa y González, mientras que en el auto número 28 son sustituidos todos los pilotos, ingresando Jonathan Aberdein, Ed Jones y Oliver Rasmussen. Con una nueva victoria en las 24 Horas de Le Mans y 5 de 6 podios cosechados con el coche 38, Jota Sport se consagró por primera vez con el campeonato mundial en la categoría LMP2. Por su parte, el coche 28, terminó tercero en Le Mans y sexto en el campeonato.

### Ingreso a clase Hypercar con Porsche

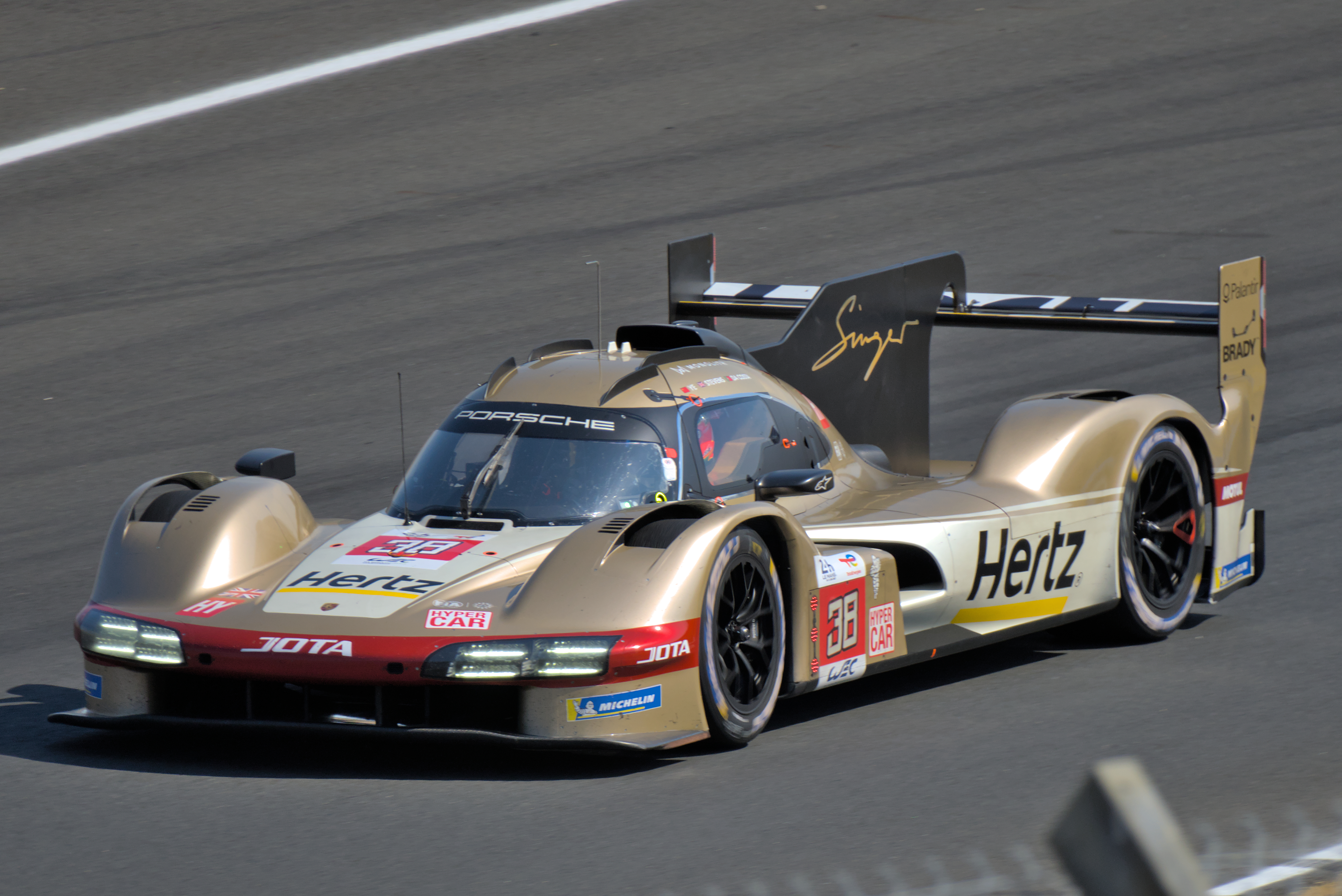
El Porsche 963 en las practicas libres de las 24 Horas de Le Mans de 2023.

En junio de 2022, Porsche presenta el nuevo 963 en el Festival de Velocidad de Goodwood para competir en la categoría Hypercar del Campeonato Mundial de Resistencia y Jota se convierte en su equipo cliente para la temporada 2023, siendo este su regreso a la máxima categoría del campeonato luego de 15 años.El equipo anunció también una colaboración con la empresa de alquiler de coches Hertz, renombrandosé como «Hertz Team Jota».Porsche anunció más tarde que los primeros 963 para clientes no se entregarían hasta abril de 2023 debido a retrasos causados por interrupciones en la cadena de suministro, lo que obligó al equipo a perderse las primeras dos carreras del campeonato.A bordo del nuevo coche estuvieron Will Stevens, António Félix da Costa y Ye Yifei, quienes obtuvieron el campeonato por equipos privados al vencer a Proton Competition. En la clase LMP2 participaron con el Oreca 07 Gibson y un trío de pilotos conformado por David Heinemeier Hansson, Pietro Fittipaldi y Oliver Rasmussen, logrando una victoria en Monza y terminando sextos en el campeonato.
Para la temporada 2024 y con la eliminación de la categoría LMP2, Jota participa con dos Porsche 963 LMH, con los números 12 y 38; los conductores incluyen a Stevens, Callum Ilott y Norman Nato y el excampeón de la F1 Jenson Button, Phil Hanson y Rasmussen, respectivamente. Con un segundo puesto en Catar, un octavo puesto en la general de Le Mans y un triunfo en Spa, el coche 12 consagró a Jota con un nuevo título de campeón por equipos privados, seguido del coche 38 en el campeonato. La victoria fue la primera para un equipo privado en un Le Mans Hypercar.

### Cadillac Racing
En agosto de 2024, se oficializó en un comunicado la separación de Porsche y la alineación de Jota Sport junto a Cadillac Racing para la temporada 2025, bajo el nombre de «Cadillac Hertz Team JOTA»,en concordancia con su separación de Chip Ganassi y un cambio en el reglamento que obliga a los equipos fabricantes a competir con dos coches.Pilotando el Cadillac V-Series.R N° 38, continúan Stevens, Nato y Button; mientras que Cadillac confirmó para el coche N° 12 a Earl Bamber, Alex Lynn y Sébastien Bourdais.